# Tekucza (obwód czerkaski)
Tekucza (ukr. Текуча) – wieś na Ukrainie, w obwodzie czerkaskim, w rejonie humańskim, w hromadzie Ładyżyn. W 2001 liczyła 1040 mieszkańców.